# عزيز نصير زاده
عزيز نصير زاده (بالفارسية: عزیز نصیرزاده؛ من مواليد 1965))، هو قائد وضابط عسكري إيراني برتبة عميد، ووزير الدفاع منذ أغسطس 2024، وكان نائبًا لرئيس أركان القوات المسلحة للجمهورية الإسلامية الإيرانية من سبتمبر 2021 إلى 2024، وقائد القوات الجوية لجيش الجمهورية الإسلامية الإيرانية تم تعيينه لهذا المنصب عبر حکم السيد علی الخامنئي في 19 أغسطس 2018. وحتى سبتمبر 2021، وهو أيضًا طيار معتمد لطائرة إف-14. عندما انتهت الحرب في عام 1988، تخرج كطيار لطائرة إف-14 حيث لم تتح له الفرصة أو الفرصة أبدًا لرؤية أي قتال. وهو من قدامى المحاربين في الحرب العراقية الإيرانية.

## قيادة القوات الجوية للجيش
في 19 أغسطس 2018 عين القائد العام للقوات المسلحة الإيرانية علي خامنئي العميد عزيز نصير زاده لقيادة القوات الجوية لجيش الجمهورية الإسلامية الإيرانية.